# Regiunea Sârdaria
Sârdaria este o regiune  în  statul Uzbekistan. Reședința sa este orașul Gulistan.